# Ruchelnheim

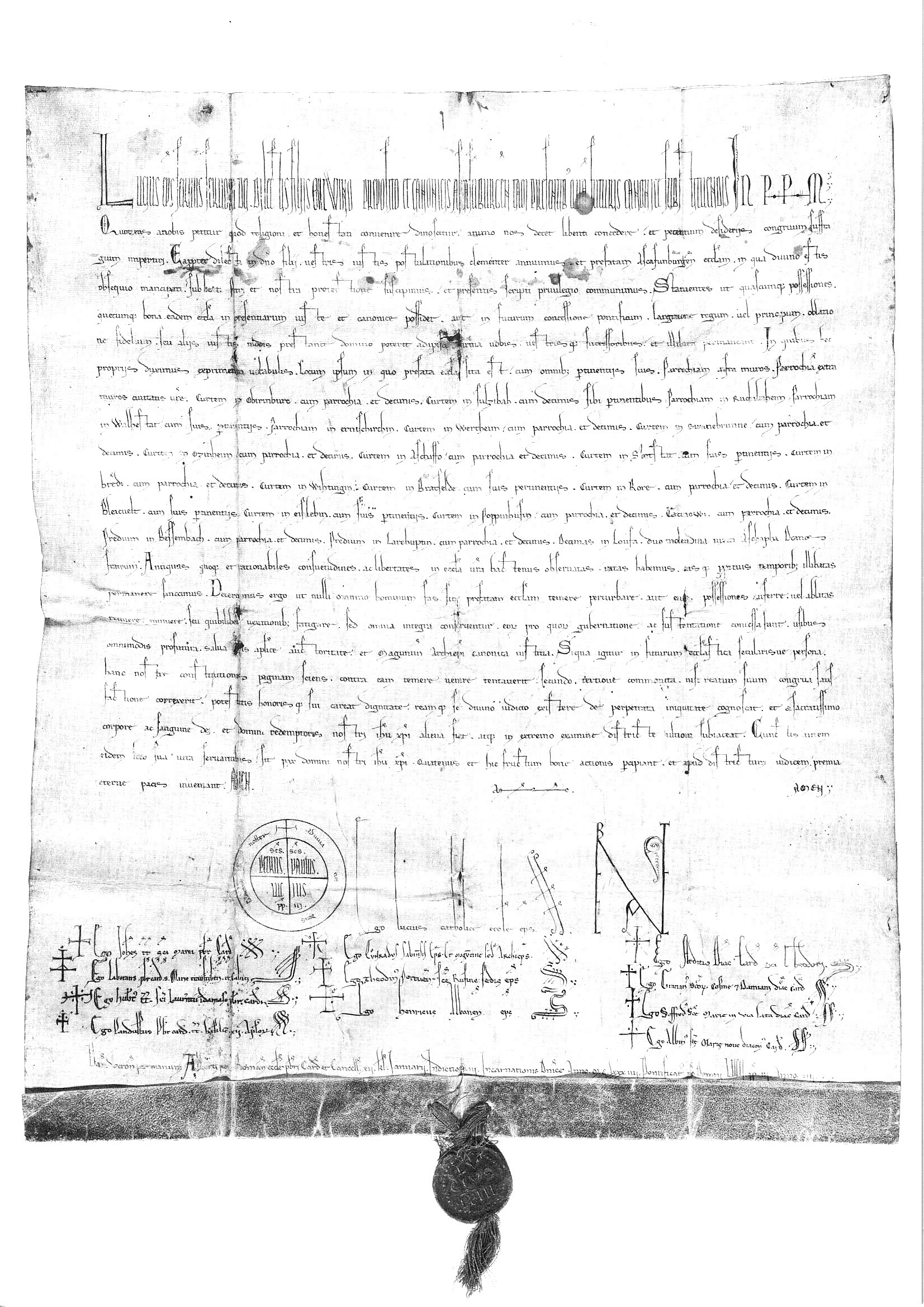
Urkunde von Papst Lucius III.

Ruchelnheim,  später auch Reuchelheim ist eine historische Pfarrei im unterfränkischen Landkreis Miltenberg. Die Pfarrkirche St. Margaretha und möglicherweise auch dazugehörige Nebengebäude standen in der Nähe des Mains auf einer leichten Anhöhe zwischen Obernau (Aschaffenburg) und Sulzbach am Main. Außerdem ist Ruchelnheim der Name abgegangener Orte bei Urloffen und Nieder-Olm sowie ein historischer Name des Arnsteiner Stadtteils Reuchelheim.

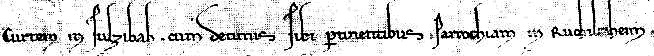
Zeile aus der Papsturkunde von 1184

## Geschichte
Eine Papsturkunde von 1184 führt als Besitz des Stiftes St. Peter und Alexander u. a. auch die „parrochiam in Ruchil(n)heim“ auf, also die Pfarrei Ruchelnheim. Während bei den anderen Pfarrorten dieser Urkunde Hof (curtis), Pfarrei (parrochia) und Zehnt (decima) gemeinsam aufgeführt sind, ist das hier nicht der Fall. Dafür heißt es vorher bei Sulzbach, das damals kein Pfarrort war: „curtem in Sulzibach cum decimis sibi pertinetibus“. Daraus lässt sich schließen, dass Ruchelnheim kein Dorf war, sondern lediglich aus Kirche und Nebengebäude(n) bestand, und dass der zugehörige Ort Sulzbach war. Auch für die Folgezeit gibt es keinen Beleg dafür, dass Ruchelnheim jemals ein Dorf war. Ruchelnheim ist vielmehr das typische Beispiel für eine außerhalb einer Ortschaft stehenden Pfarrkirche.
Die im Jahr 1184 noch eindeutige Ausrichtung Ruchelnheims auf Sulzbach verschob sich allmählich nach Norden. Grund dafür war die Entstehung Obernaus, welches 1191 erstmals urkundlich erwähnt wurde. Das Stift St. Peter und Alexander hatte dort bereits vor der Jahrhundertwende Fuß gefasst. So kommt es, dass der erste mit Namen fassbare Pfarrer von Ruchelnheim in einer Urkunde von 1344 als Leutpriester Gyso „in Obirnheim“ erscheint, er also damals offensichtlich in Obernau, für das seit 1283 eine Kirche/Kapelle belegt ist, wohnte. Andere Ruchelnheimer Pfarrer nannten sich in Urkunden einmal nach ihrer Pfarrkirche, mal nach ihrem Wohnsitz Obernau. Es ist verständlich, dass der Pfarrer lieber in einem Ort als neben der einsam gelegenen Pfarrkirche Ruchelnheim leben wollte. Die Tatsache, dass die Wahl nicht auf Sulzbach, sondern auf Obernau fiel, zeigt, dass dieser Ort für die Ruchelnheimer Pfarrer als Wohnsitz attraktiver war, was sicher auf die geringere Entfernung zu Aschaffenburg zurückzuführen ist, das sich durch den Bau der erzbischöflichen Burg in den Jahren um 1220 immer mehr zur wichtigsten Nebenresidenz des Erzstiftes Mainz entwickelt hatte.

### Name
Ruchelnheim ist der historische Name mehrere Orte, etwa des Arnsteiner Ortsteils Reuchelheim, einer Ödung bei Urloffen,
oder einer Wüstung in der Verbandsgemeinde Nieder-Olm.
Der Name Ruchelnheim und der alte Name Obernaus – Obernheim – haben die gleiche Endsilbe, beide gehören also zu den -heim-Ortsnamen, die auf fränkische Gründungen hinweisen. Diese Siedlungen entstanden nach dem Sieg der Franken über die Alamannen (496/97) also vom 6. Jahrhundert an.
Die Personenortsnamen - Ruchelnheim geht auf den Vornamen Rocco/Rochilo zurück - werden als die älteren (6./7. Jahrhundert), Typenortsnamen wie Obernheim als die jüngeren (7./8. Jahrhundert) angesehen. In diesen zeitlichen Rahmen passen auch die beiden auf Obernauer Gemarkung entdeckten fränkischen Reihengräberfelder.
Mit aller Vorsicht kann man annehmen, dass Ruchelnheim eine von einem fränkischen Adligen namens Ruchilo/Rochilo/Rocco im 6. oder 7. Jahrhundert gestiftete Kirche oder Kapelle war, wohingegen Obernau etwas später, wahrscheinlich in der zweiten Hälfte des 7. Jahrhunderts als fränkische Siedlung entstand.

### Kirchliche Zugehörigkeit

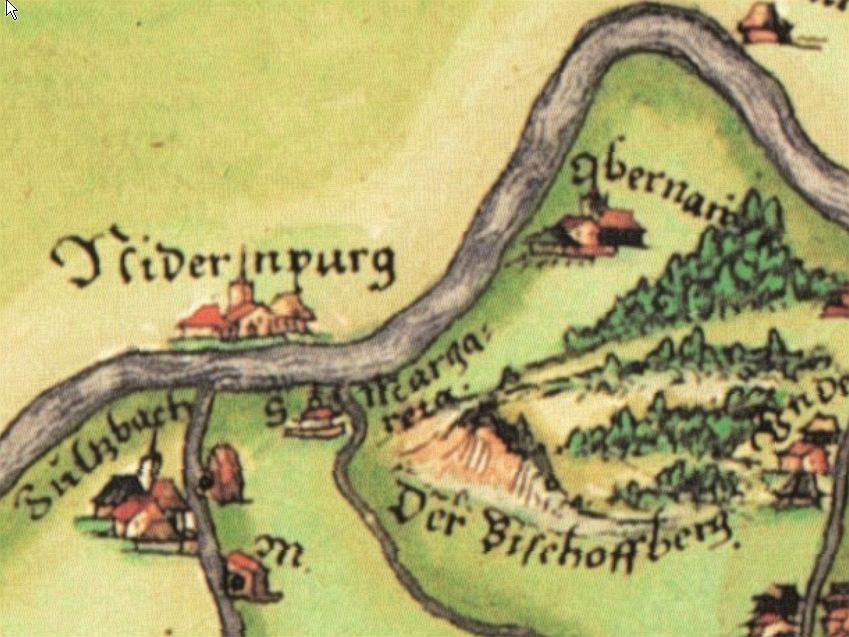
St Margaretha in campis auf einer Karte von 1594

Kirchlich gehörte die Pfarrei Ruchelnheim mit ihren Filialen seit ihrem Entstehen bis zu ihrer Auflösung im Jahre 1788 zum Erzbistum Mainz.
Vor allem mit Hilfe der Stifte versuchten die Bischöfe von Mainz vom 10. Jahrhundert an, ihre Diözese stärker zu strukturieren und seelsorglich zu formen. „Die Stifte hatten Seelsorger zu stellen“. Im Aschaffenburger Raum nahm das Stift Peter und Alexander die Stellung ein; sein Propst war Leiter des Archidiakonates Aschaffenburg. Das Archidiakonat wurde nochmals in Landkapitel oder Dekanate aufgeteilt. Ruchelnheim gehörte zum Landkapitel Montat.
Diese räumliche Einteilung blieb im Großen und Ganzen durch die Jahrhunderte erhalten. Ruchelnheim/Obernau gehörte bis ins 19. Jahrhundert diesem Dekanat an.
Im Heiligen Römischen Reich war die Kirche stadtorientiert. So waren dem Kollegiatstift Peter und Alexander in Aschaffenburg als juristischer Person viele Pfarreien inkorporiert, d. h., diese Pfarreien waren im Besitz des Stiftes, es bezahlte die Pfarrer, unterhielt die Kirchen, ihm gehörten aber auch die Einkünfte dieser Pfarreien, vor allem der Zehnt.
Am 21. Dezember 1184 bestätigte Papst Lucius III. dem Stift Aschaffenburg u. a. den Besitz von 16 Pfarreien, darunter die Pfarrei Ruchelnheim mit ihrer Kirche St. Margaretha in campis („auf den Feldern“). Diese Kirche war die Mutterkirche von Obernau, Sulzbach, Soden, Leidersbach, Ebersbach und Dornau.

### Matrikel
Die ersten Aufzeichnung über die Geburten (Baptizatorum) Trauungen (Matrimonio Iunctorum) und Sterbefälle (Mortuorum) von 1672 bis 1765 der damaligen Pfarrei St. Margaretha, Ruchelnheim machte Pfarrer Adam Malburg. Er kam 1672 nach Obernau und war Pfarrer bis zum 13. Dezember 1674. Er hat die Pfarrbücher (Kirchenrechnungen) ordentlich geführt aber woher er kam und wohin er ging, darüber ist nichts bekannt.

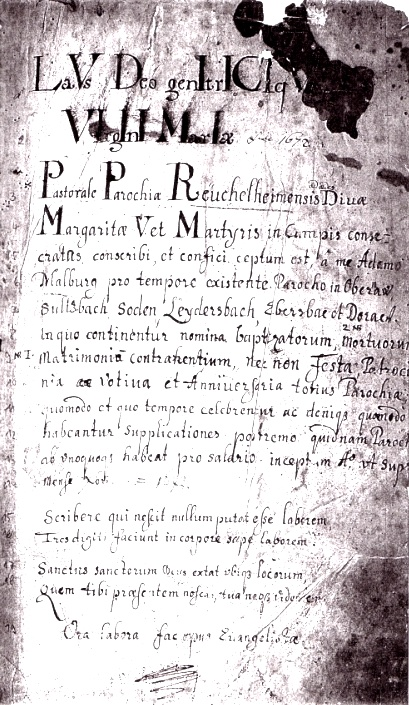
Erste Seite der Matrikel von 1672

LaVs Deo GenItrICIq V
VIrgInI  MarIae
Lob sei Gott und der (Gottes)Gebärerin Jungfrau Maria  = 1672
Seelsorgeamt (= Pfarrei) Reuchelheim Kirche(Gotteshaus)der heiligen
Margaretha Jungfrau und Märtyrin an geheiligter Stätte (wörtlich = an geweihtem Ort) aufgeschrieben und zusammengetragen (ist) von mir Adam Malburg gemäß (für)die bestehende Zeit als Pfarrer für Obernaw(au) Sul(t)zbach, Soden, Ley(i)dersbach, Ebersbac(h) und Doraw(nau)  2 NB
Darin sind enthalten die Namen der Getauften, Verstorbenen
NB I Verehelichten und auch die Feste, die Patroziniums- und Gelöbnistage und die Jahrestage der ganzen Pfarrei; wie und zu welcher Zeit die Feierlichkeiten seien(stattfinden)dazu endlich wie Bitt- und Dankfeste zu veranstalten seien und schließlich zuletzt was der Pfarrer  davon auch hat an Sold ( Gehalt ) - angefangen im Jahr siehe -  wie oben  - im Monat      Dezember   =   1672.
Wer nicht zu schreiben weiß, schätzt diese Arbeit nicht,
drei Finger am Körper vollbringen dieses schöne Werk.
Der allerheiligste Gott ist überall anwesend,
du kannst ihn kennenlernen, auch wenn du ihn nicht siehst.
Bete und arbeite, vollbringe das Werk des Evangeliums.

### Ruchelnheimer Pfarrer
- Friedrich, Sacerdos in Obernheym (1160, 1267–1268)
- Gyso von Obirnheym (v,1344)
- Heinrich, zu Sultzbach, zu Obernheym, zu Ruchelnheim (1369, 1391, 1396)
- Heinrich Lauryn, Stiftsvikar  (1400, 1401)
- Hermann Nebelung (Nebelinger) (1402 – 1409)
- Peter Richart, Vikar in Aschaffenburg (1445, 1457)
- Johann Worme, Pfarrer zu Obernheym (1469)
- Conrad Rüsser, Vikar im Mainzer Dom und Pastor zu Ruchelnheim († 1498)
- Johann Lormann (1506)
- Johann Baumgartner (1540, † 1543)
- Marcus Kessler aus Lengfeld († 1544)
- Balthasar Vecher († 1547)
- Johann Drinckaus, Dekan des Landkapitel Montat († 1555)
- Johann Wittamer (1565 – 1568)
- Georg Werth, ehemals Stiftvikar (1568 – † 1573)
- Caspar Eysner  † 19. Januar 1502   † 1582 in Johannesberg (1573 – 1575)
- Heinrich Hag (1576 – † 1582)
- Johann Molitor, Stiftvikar (1582 – 1585)
- Peter Eckardt (1585)
- Andreas Haffner (- 1587)
- Nikolaus Martini (1588 – 1595)
- Sebastian Melmann (1595 – 1601/2)
- Balthasar Speet (1602)
- Heinrich Sotirias (Heil) Magister (1602 – 1604)
- Adam Melmann, Magister (1604 – 1628, 1638)
- Johann Fensterer (Finsterer) (1628 – 1629)
- Johann Breisiger Magister, sein Kelch mit Gravur „Joan Breisiger, Confluens 1632“ heute noch in Obernau (1629 – 1632)
- Laurentius Grasmann, Ord. Praem. (Kloster Ilmstadt-Wetterau)1635 auch Pfarrer in BMV Aschaffenburg (Muttergottes) (1634 – † 1635)
- Johannes Reinhard(i) Stiftsvikar - Kanonikus - Kapitular (1641)
- Heinrich Bechtold, Stiftsvikar - Kanonikus - Kapitular (1643 – 1647)
- Nikolaus Bechtold, Stiftsvikar - Kanonikus - Kapitular (1647 – 1648)
- Franz Herff (1649)
- Peter Johann Krunenfuß (1651 – ?)
- Heinrich Schneider (Sartorius) (1655/1656 – ?)
- Bernhard Schönig (1659/1666)
- Anton Faber (1669)
- Anton Saar (1670?)
- Jacob Christoph Stendorff  Dr.Theol., Kanonikus (1670 – 1672)
- Adamus Malburg (1672 – 13. Dez. 1674)
- Joannes Sauer (1674 – Jan. 1676)
- Joannes Justus Allertzheusser, Stiftsvikar (1677 – 4.Mrz.1678)
- Bartholomäus Blöchinger aus Miltenberg, Eminentissimi Electoris Moguntini Aluminus (1678 – 7.Mrz.1678)
- August Franz Lambertus Eckerich, OSB professini. Monasterio Seligenstadt (* 1636 zu Steinheim am Main; † 5. Dezember 1692) (1678 – Aug. 1681)
- Antonius Schönig, usque ad.men.Octob.1681 et abhine usque 1702 Pastor in MinoriWallstadt (1681 – Jul.1685)
- Joannes Fredericus Mörlein, ab anno 1689 primissarius in Obernburg ubi 1716 Benefic. resign. at. 30.Jan.1733 (1685 – 12. Mrz. 1688)
- Joannes Adamus Stattheimer, usque Julium 1699, Schöllkrippen et vicar. Aschaff. es patria Eisefld, (1687 – Jan. 1699)
- Georgius Henricus Heckenmüller, Canonicus Domicellaris Ecol.colleg. S.S.Pet. et Alex. Aschaffenb.Stic sustituit,  † 21. Februar 1702 in Obernau (1699 – Jul. 1700)
- Joannem Wilhelmum Cammer, ex Obernburg – qui autem a Mense Maji qua parochus parochiam administravit usque adannum 1705, mensem Aug. Ab Obernau translatus est mense Aug. ad parochiam MinorisWallstatt. quam pastoravit usque ad mortem, soil. 19. Sept. 1737  (1700 – 1705)
- Joannes Synesius, usq. ad.Februariun 1723. Fait ant ab anno 1702 – 1705 Parochus in Min.Wallstatt (8. Nov. 1705 – 1728)
- Nicolaus Kauffmann, Obit 5. August 1732 parens parochi, Nicolaus usque autem parochus secefrit 24. Juli 1733 (Jan. 1729 – Apr. 1733)
- Joannes Petrus Schißler,qiu per 31 annos parochiam administravit et 80 an nati 6. Aprilis in Dom. obdormitavit 1765 Nota 1 Ante annum 1672 sunt parochi noti Nicolaus Martini et Adamus Mählmann, pro quibus Mense Martii Anniversaria.  Nota 2 Sub parocho J.P.Schißler apparent ad ejus vitae finem, sacellani nimirum, 1731 Joannes Adamus Sartorius et 1732 Joannes Henricus Walser, postea 1737, Sacellanus ad B. Agatham, Aschaffenburg 1733 (–ab August 1733 - April 1765)
- Joseph Balthasar Seger, * 1722 Grosostheimensis, antea Parochus in Röllbach, postea in Kleinostheim, obiit abid 1795. 27. Jan., * 1722 in Großostheim, gestorben am 26. Januar 1795 in Kleinostheim; Kaplan in Hörstein (1750) Kaplan in Kleinwallstadt; 1756 Pfarrer in Röllbach, anschließend Pfarrer in Obernau; ab 1770 Pfarrer in Kleinostheim. (Mai 1765 – 1770)
- Josephus Schmitt, Altheimensis, postea Parochus in Königshofen, von 1754 bis 1764 war er Kaplan in Kleinostheim (1770 – 1783)
- Phillippus Eust. Cammer, Obernburgensis obiit 1. April 1807, 62 annos natus,rite provisae fiidt Decanus et A:G: Assessor (1783 – 1. April 1807)   -  Philipp Eustach Cammer aus Obernburg, * 1745, geweiht am 23. Februar 1771, Pfarrer in Obernau 1783 – 1. April 1807, starb in Obernau im Alter von 62 Jahren, er war der erste  Pfarrer von Obernau und Erbauer der Kirche (1792/93). Dekan des Landkapitels Montat  unter ihm wurde die alte Pfarrei  Ruchelnheim aufgeteilt in zwei Pfarreien: Obernau und  Sulzbach, 25. August 1788. 1787 wurde die St. Margarethenkirche abgebrochen. Danach bezeichnete ein hölzernes Kreuz ihre Stätte. Bis Mitte des 19. Jh. stand neben diesem Kreuz ein von Eremiten bewohntes Haus, das der Kirche gehörte. Nach dem Wegzug des letzten Eremiten, Bruder Elziar wurde auch dieses Haus abgebrochen.